# アマーシャム
アマーシャム（Amersham）は、イギリス・イングランドのバッキンガムシャーのタウンで行政教区。人口は約1万7千人。チルターン丘陵にあり、ロンドン北西郊外の住宅地となっている。
中世に小教区が置かれ、市場町（特に穀物の集散地）として、また醸造業などで栄えた。第二次大戦直後には放射性物質を医学等に利用するための国営放射化学センターが置かれ、その後民営化により地名にちなむ「アマシャム社」となった（現在はGEヘルスケアの一部門）。
旧市街は、ミズボーン川の渓谷に位置し、13世紀に建てられたセントメアリー教区教会といくつかの古いパブ、馬車宿がある。
新市街は、20世紀前葉にメトロポリタン鉄道（現・ロンドン地下鉄メトロポリタン線）沿線に成長したヒルオンアマーシャムと呼ばれる地域である。

## 交通
ロンドン地下鉄メトロポリタン線本線の終点であるアマーシャム駅があり、さらにこれに乗り入れているチルターン・レイルウェイズ線でアイルズベリ方面に通じる。

## 出身人物
- アダム・ゴドリー - 俳優
- ティム・ライス - 作詞家
- ピーター・アトキンス - 化学教授